# Vitrinella elegans
Vitrinella elegans är en snäckart som beskrevs av Olsson och McGinty 1958. Vitrinella elegans ingår i släktet Vitrinella och familjen Vitrinellidae. Inga underarter finns listade i Catalogue of Life.